# 戈巴根杰
戈巴根杰（Kopaganj），是印度北方邦Mau县的一个城镇。总人口30828（2001年）。

## 人口
该地2001年总人口30828人，其中男性15857人，女性14971人；0—6岁人口6006人，其中男3037人，女2969人；识字率64.34%，其中男性为69.82%，女性为58.53%。